# Союз союзів
Союз союзів — ліберальне об'єднання професійно-політичних союзів, що діяло під час революції 1905, лідером якого був П. М. Мілюков.

## Історія
Рух зі створення професійно-політичних спілок зародився під час «банкетної кампанії» кінця 1904 року.
I з'їзд Союзу Союзів відбувся Москві 8–9 травня 1905 р. На з'їзді було представлено 14 союзів. Загальною політичною платформою стала вимога скликання Установчих зборів.
У різний час до «Союзу союзів» входили: Союз земців-конституціоналістів, Союз інженерів і техніків, Всеросійський союз залізничників, Союз робітників друкованої справи, Союз службовців урядових установ, Союз вчителів, Академічний союз, Союз письменників, Союз конторників та бухгалтерів, Союз адвокатів, Союз медичного персоналу, Союз фармацевтів, Всеросійський селянський союз, Союз рівноправності жінок. Загалом у організаціях «Союзу союзів» було до 135 тис. членів (без Всеросійського селянського союзу) — в основному інтелігенція та службовці.
6-8 червня 1905 р. відбувся II з'їзд Союзу Союзів, який прийняв план організації союзів явочним порядком і включив до своїх лав Селянський союз.
14-16 липня 1905 р. у Фінляндії в Теріокі відбувся ІІІ з'їзд Союзу Союзів, який обговорював питання щодо ставлення до Булигінської Державної думи. Більшість — 9 спілок — висловилася за активний бойкот виборів і проведення масових демонстрацій.
Союз союзів брав участь у проведенні загального політичного страйку в жовтні 1905 р., політичних страйках у листопаді та грудні 1905 у Санкт-Петербурзі, у грудні в Москві, надавав фінансову підтримку революційним партіям та організаціям, виділяв кошти на озброєння бойових дружин, через Комісію з питань допомагав колишнім політв'язням. «Союз союзів» перебував у контакті з Петербурзькою радою робітничих депутатів, делегував до його складу своїх членів.
За час існування об'єднання його керівництво значно поправішало, внаслідок чого в 1906 році «Союзу союзів» розпався. Керівництво Союзу перейшло до кадетської партії.